# Birgit Sovelius
Birgit Sovelius, född 13 september 1907 i Säbrå församling, Västernorrlands län, död 20 februari 1994 i Åbo, var en svensk-finländsk skolledare. 
Sovelius, som var dotter till handlanden Sigurd Sovelius och Aili Nylander, blev student 1925, filosofie kandidat 1931 och filosofie magister 1932. Hon var lärare i engelska och svenska vid Vasa svenska flickskola 1934–1951, äldre lektor i engelska vid Vasa svenska flicklyceum från 1951, rektor från 1939. Hon var timlärare vid Vasa svenska samskola 1934–1935 och 1947–1951, adjungerad medlem av examensnämnden för examen i svenska språket från 1949. 
Sovelius var scoutledare i Finlands svenska flickscoutförbund från 1926, vice flickscoutchef 1932–1934 och från 1953, representerade Svenska folkpartiet i Vasa stadsfullmäktige för 1946–1953, medlem av direktionen för Vasa arbetarinstitut, Svenska Österbottens samfund, Lärarrådet och styrelsen för Finlands Flickscoutunion.